# Кирилов, Деян
Деян Кирилов (20 июня 1964, София) — болгарский боксёр полутяжёлой и первой тяжёлой весовых категорий, в 1980-е годы успешно выступал за сборную Болгарии. Бронзовый призёр чемпионата мира, обладатель бронзовой медали чемпионата Европы, участник летних Олимпийских игр в Сеуле. Побеждал на многих международных турнирах и национальных первенствах.

## Биография
Деян Кирилов родился 20 июня 1964 года в Софии. Первого серьёзного успеха на ринге добился в 1982 году, когда в первом тяжёлом весе выиграл серебряную медаль на юниорском чемпионате Европы в Шверине. Год спустя взял серебро на чемпионате мира среди юниоров в Санто-Доминго, с этого момента стал попадать в основной состав национальной сборной и ездить на крупнейшие международные турниры. Болгария бойкотировала Олимпиаду 1984 года в Лос-Анджелесе, поэтому Кирилов не принимал в ней участие — вместо этого он боксировал на организованном социалистическими странами турнире «Дружба-84», откуда привёз медаль бронзового достоинства.
В 1985 году Кирилов выиграл бронзовую медаль на европейском первенстве в Будапеште, того же результата добился в следующем сезоне на чемпионате мира в американском городе Рино. Благодаря череде удачных выступлений удостоился права защищать честь страны на летних Олимпийских играх 1988 года в Сеуле, планировал побороться здесь за медали, однако уже в первом своём матче на турнире со счётом 2:3 проиграл югославу Дамиру Шкаро, который в итоге сумел дойти до стадии полуфиналов. Потерпев поражение, вскоре после этих соревнований Деян Кирилов принял решение завершить карьеру спортсмена, уступив место в сборной молодым болгарским боксёрам.